# Прерванные временные ряды
Анализ прерванных временных рядов (англ. Interrupted time series, ITS или quasi-experimental time series analysis) — статистический метод анализа временных рядов, направленный на определение эффекта определённой интервенции: государственной программы, употребления лекарственного препарата, исторического события и пр. Дизайн исследования прерванных временных рядов является квазиэкспериментальным и нашёл приложение в различных естественных и социальных науках.

## Преимущества метода
- По сравнению с классическими клиническими экспериментами метод позволяет контролировать многолетние тренды и более склонен к дифференциации между ними и эффектом исследуемой интервенции.
- Анализ прерванных временных рядов позволяет проводить инференцию не только на уровне отдельных индивидов, но и обладая информацией об общем распределении исследуемых показателей в группе[1].